# 窪田健志
窪田 健志（くぼた たけし、1983年2月14日 - ）は、日本の打楽器奏者。

## プロフィール
大阪府豊中市出身。3歳よりピアノを、17歳より本格的に打楽器を始める。
長野県上田高等学校卒業。東京藝術大学音楽学部卒業、同大学院修了。大学時代の同級生にYui（Vanilla Mood）、服部恵がいる。
東京佼成ウインドオーケストラアジアツアーを皮切りに、別府アルゲリッチ音楽祭、パシフィック・ミュージック・フェスティバルなど国内外の様々な音楽祭に参加。芸大フィルハーモニアや谷村新司との協演、打楽器ソロリサイタルなどの他、月9ドラマ『のだめカンタービレ』での演技指導、のだめオーケストラでの演奏など、活動は多岐に渡る。
これまでに北野圭威秩、有賀誠門、藤本隆文の各氏に師事。高田みどり、菅原淳、百瀬和紀の各氏に薫陶を受ける。
現在、名古屋フィルハーモニー交響楽団首席打楽器奏者。名古屋音楽大学、菊里高校音楽科の各非常勤講師を務める。

## 受賞
- 2005年：第22回日本管打楽器コンクール打楽器部門3位
- 2011年：第28回日本管打楽器コンクール打楽器部門2位
- 2013年：青山音楽賞[3]
- 2013年：名古屋市民芸術祭特別賞
- 2016年：名古屋市民芸術祭賞
- 2019年：名古屋市民芸術祭賞
- 2019年：令和元年度文化庁芸術祭優秀賞